# سارة بي. بوميروي
سارة بي. بوميروي (بالإنجليزية: Sarah B. Pomeroy)‏؛ هي عالمة لغوية كلاسيكية وأستاذة جامعية أمريكية، ولدت في 13 مارس 1938 في نيويورك في الولايات المتحدة.

## وصلات خارجية
- Catenaccio، Claire (12 ديسمبر 2019). "Women in Classics: A Conversation with Sarah B. Pomeroy". Society for Classical Studies. مؤرشف من الأصل في 2022-11-13.
- "WorldCat Profile Page". مؤرشف من الأصل في 2022-11-14.